# Ibis escarlata
L'ibis escarlata (Eudocimus ruber) és una espècie d'ocell de la família dels tresquiornítids (Threskiornithidae) que habita pantans costaners, manglars, llacunes i rius tranquils a la llarga de la costa atlàntica septentrional de Sud-amèrica i al sud-est del Brasil. També a la conca del riu Orinoco, a Veneçuela i Colòmbia.